# راسلیستون
راسلیستون (به انگلیسی: Rosliston) یک روستا و محله مدنی در بریتانیا است که در South Derbyshire واقع شده‌است. راسلیستون ۶۴۲ نفر جمعیت دارد.